# Унылая (шхуна, 1845)
«Унылая» — парусная шхуна Черноморского флота Российской империи, участник Крымской войны.

## Описание судна
Длина шхуны составляла 22 метра, ширина 6,1 метра. Вооружение судна в разное время состояло от восьми до четырнадцати 3-фунтовых фальконетов.
Единственное парусное судно с таким наименованием, которое несло службу в составе Российского императорского флота, за все время его существования.

## История службы
Шхуна «Унылая» была заложена в Николаеве 18 (30) марта 1844 года и после спуска на воду 9 (21) сентября 1845 года вошла в состав Черноморского флота. Строительство вёл кораблестроитель штабс-капитан Г. В. Афанасьев.
В кампанию 1846 года совершала плавания между Николаевом и Севастополем. После чего ушла в Таганрог для несения брандвахтенной службы.
С 1846 по 1851 год занимала брандвахтенный пост на рейде в Таганроге. В 1852 году находилась на Севастопольском рейде. В 1853 году вновь вернулась на брандвахтенный пост в Таганроге, который занимала до мая 1855 года.
11 (23) — 12 (24) мая 1855 года у места стоянки шхуны собрались и стали на якоря канонерские лодки и баркасы гребной флотилия под командованием капитана 2-го ранга Певцова, направлявшейся в Еникале для соединения с отрядом паровых судов контр-адмирала Вульфа. Однако 14 (26) мая к Таганрогу подошёл пароход «Таганрог» с донесением о том, что неприятельская эскадра прорвалась в Азовское море и приближается к флоту. В тот же день началась подготовка к обороне города, а 16 (28) мая на военном совете на борту «Таганрога» было принято решение мелкосидящие суда гребной флотилии в сопровождении парохода «Таганрог» направить в гирла Дона, а крупносидящие суда, находившиеся в Таганроге: шхуну «Унылая», лоц-шхуну «Секстан» и транспорт «Аккерман», затопить. В соответствии с этим решением и распоряжением военного губернатора Таганрога около полудня того же дня «Унылая» и «Секстан» были отбуксированы к гавани, пришвартованы в ковше рядом друг с другом и их экипажи начали снимать с них орудия, такелаж, снаряды и иное имущество. Весь рангоут, такелаж, станки и платформы были переданы на хранение в магазин Таганрогского комиссионерства Черноморского ведомства, орудия и снаряды к ним выли выгружены на берегу ковша, а остальное имущество с кораблей было перевезено в специально арендованный для этих целей магазин купца Мусури на Воронцовской набережной. Также в этот день экипажами кораблей были подготовлены кранцы для зажигания шхун. На следующий день 17 (29) мая орудия шхуны были затоплены на глубине 4 футов, а снаряды зарыты в землю.
19 (31) мая около 5 часов по полудни вахтенный наблюдатель с «Унылой» заметил передовой британский пароход, а за ним еще 5 судов. Через час пароход взял курс к городу, после чего экипажи приступили к уничтожению трех парусных кораблей: экипажи были перевезены на берег, в корпусах были сделаны порубки, а к 21:00 обе шхуны погрузились в вводу на глубине около 8 футов, чуть выше своих русленей. На следующую ночь экипаж поджёг оставшуюся над водой часть шхуны.
Экипаж шхуны совместно с командами лоц-шхун «Астролябия» и «Секстан», тендеров «Нырок» и «Струя», а также еникальской баржи в последующем вошли в 4-ю ластовую роту таганрогского сводного морского батальона под общим командованием бывшего командира парохода «Боец» капитана 2-го ранга А. Е. Данилевского, при этом самой ротой командовал поручик Д. Витвицкий, ранее служивший на «Аргонавте». В кампанию 1855 года батальон принимал участие в обороне Таганрога от действий сводной англо-французской эскадры, действовавшей в Азовском море. Также в числе уцелевших гребных судов роте были переданы один шестивёсельный и два четырёхвёсельных яла со шхуны. После отбытия А. Е. Данилевского в Севастополь командование подразделением принял на себя командир шхуны капитан-лейтенант О. А. Ивков. 

## Командиры шхуны
Командирами парусной шхуны «Унылая» в составе Российского императорского флота в разное время служили:
- капитан-лейтенант Н. И. Харчевников (1846—1851 годы)[18];
- капитан-лейтенант О. А. Ивков (1851—1853 годы)[19].